# Chaetocnema flavipennis
Chaetocnema flavipennis es un coleóptero de la familia Chrysomelidae. Fue descrita científicamente en 1996 por Medvedev.